# Zdenac
Zdenac – wieś w Chorwacji, w żupanii karlowackiej, w gminie Tounj. W 2011 roku liczyła 210 mieszkańców.